# Lättvikt i fristil för herrar i brottning vid olympiska sommarspelen 2004
Herrarnas brottningsturnering i fristil i viktklassen lättvikt vid olympiska sommarspelen 2008 avgjordes den 27-28 augusti i Aten i Ano Liossia Olympic Hall.

## Medaljörer
| Klass    | Guld                     | Silver             | Brons                           |
| Lättvikt | Elbrus Tedejev · Ukraina | Jamill Kelly · USA | Machatj Murtazalijev · Ryssland |

## Resultat

### Förkortningar
- EF — Vinst genom förverkande, förloraren ej plancerad
- E2 — Båda brottarna diskvalificerade för brott mot reglerna
- EV — Diskvalifikation från samtliga tävlingar för brott mot reglerna
- EX — 3 varningar eller brott mot reglerna
- PA — Skada/uteblivande
- PO — Vinst efter poäng, förloraren utan teknik-poäng
- PP — Vinst efter poäng, förloraren med teknik-poäng
- SP — Teknisk överlägsenhet, 10 poängs skillnad, förloraren hade poäng
- ST — Teknisk överlägsenhet, 10 poängs skillnad, förloraren utan poäng
- TO — Vinst efter fall
- KP — Klassificeringspoäng
- TP — Tekniska poäng

### Utslagningsronder

#### Grupp 1
| Tävlande                | Spelade | Vunna | Förlorade | KP | TP |
| ----------------------- | ------- | ----- | --------- | -- | -- |
| Kazuhiko Ikematsu (JPN) | 2       | 2     | 0         | 7  | 7  |
| Baek Jin-Kuk (KOR)      | 2       | 1     | 1         | 4  | 6  |
| Fred Jessey (NGR)       | 2       | 0     | 2         | 1  | 1  |

|                         | Poäng |                         | KP     |
| ----------------------- | ----- | ----------------------- | ------ |
| Fred Jessey (NGR)       | 1–3   | Baek Jin-Kuk (KOR)      | 1–3 PP |
| Kazuhiko Ikematsu (JPN) | 3–1   | Fred Jessey (NGR)       | 4–0 TO |
| Baek Jin-Kuk (KOR)      | 3–4   | Kazuhiko Ikematsu (JPN) | 1–3 PP |

#### Grupp 2
| Tävlande                | Spelade | Vunna | Förlorade | KP | TP |
| ----------------------- | ------- | ----- | --------- | -- | -- |
| Leonid Spiridonov (KAZ) | 2       | 2     | 0         | 6  | 15 |
| Serafim Barzakov (BUL)  | 2       | 1     | 1         | 5  | 15 |
| Evan MacDonald (CAN)    | 2       | 0     | 2         | 1  | 7  |

|                         | Poäng |                         | KP     |
| ----------------------- | ----- | ----------------------- | ------ |
| Evan MacDonald (CAN)    | 0–11  | Serafim Barzakov (BUL)  | 0–4 ST |
| Leonid Spiridonov (KAZ) | 10–7  | Evan MacDonald (CAN)    | 3–1 PP |
| Serafim Barzakov (BUL)  | 4–5   | Leonid Spiridonov (KAZ) | 1–3 PP |

#### Grupp 3
| Tävlande                   | Spelade | Vunna | Förlorade | KP | TP |
| -------------------------- | ------- | ----- | --------- | -- | -- |
| Apostolos Taskoudis (GRE)  | 2       | 1     | 1         | 4  | 16 |
| Zhirayr Hovhannisyan (ARM) | 2       | 1     | 1         | 4  | 13 |
| Ramesh Kumar (IND)         | 2       | 1     | 1         | 4  | 11 |

|                            | Poäng |                            | KP     |
| -------------------------- | ----- | -------------------------- | ------ |
| Apostolos Taskoudis (GRE)  | 10–8  | Ramesh Kumar (IND)         | 3–1 PP |
| Zhirayr Hovhannisyan (ARM) | 12–6  | Apostolos Taskoudis (GRE)  | 3–1 PP |
| Ramesh Kumar (IND)         | 3–1   | Zhirayr Hovhannisyan (ARM) | 3–1 PP |

#### Grupp 4
| Tävlande               | Spelade | Vunna | Förlorade | KP | TP |
| ---------------------- | ------- | ----- | --------- | -- | -- |
| Elbrus Tedeyev (UKR)   | 2       | 2     | 0         | 7  | 8  |
| Serguei Rondón (CUB)   | 2       | 1     | 1         | 5  | 12 |
| Otar Tushishvili (GEO) | 2       | 0     | 2         | 0  | 0  |

|                        | Poäng |                        | KP     |
| ---------------------- | ----- | ---------------------- | ------ |
| Serguei Rondón (CUB)   | 2–8   | Elbrus Tedeyev (UKR)   | 1–3 PP |
| Otar Tushishvili (GEO) | 0–10  | Serguei Rondón (CUB)   | 0–4 ST |
| Elbrus Tedeyev (UKR)   |       | Otar Tushishvili (GEO) | 4–0 PA |

#### Grupp 5
| Tävlande             | Spelade | Vunna | Förlorade | KP | TP |
| -------------------- | ------- | ----- | --------- | -- | -- |
| Ömer Çubukçu (TUR)   | 2       | 2     | 0         | 6  | 8  |
| Gábor Hatos (HUN)    | 2       | 1     | 1         | 4  | 4  |
| Štefan Fernyák (SVK) | 2       | 0     | 2         | 2  | 2  |

|                      | Poäng |                      | KP     |
| -------------------- | ----- | -------------------- | ------ |
| Štefan Fernyák (SVK) | 1–5   | Ömer Çubukçu (TUR)   | 1–3 PP |
| Gábor Hatos (HUN)    | 3–1   | Štefan Fernyák (SVK) | 3–1 PP |
| Ömer Çubukçu (TUR)   | 3–1   | Gábor Hatos (HUN)    | 3–1 PP |

#### Grupp 6
| Tävlande                  | Spelade | Vunna | Förlorade | KP | TP |
| ------------------------- | ------- | ----- | --------- | -- | -- |
| Makhach Murtazaliev (RUS) | 2       | 2     | 0         | 6  | 12 |
| Artur Tavkazakhov (UZB)   | 2       | 1     | 1         | 4  | 7  |
| Alireza Dabir (IRI)       | 2       | 0     | 2         | 1  | 4  |

|                           | Poäng |                           | KP     |
| ------------------------- | ----- | ------------------------- | ------ |
| Makhach Murtazaliev (RUS) | 4–0   | Alireza Dabir (IRI)       | 3–0 PO |
| Artur Tavkazakhov (UZB)   | 2–8   | Makhach Murtazaliev (RUS) | 1–3 PP |
| Alireza Dabir (IRI)       | 4–5   | Artur Tavkazakhov (UZB)   | 1–3 PP |

#### Grupp 7
| Tävlande                | Spelade | Vunna | Förlorade | KP | TP |
| ----------------------- | ------- | ----- | --------- | -- | -- |
| Jamill Kelly (USA)      | 2       | 2     | 0         | 6  | 6  |
| Elman Asgarov (AZE)     | 2       | 1     | 1         | 4  | 9  |
| Ruslan Bodişteanu (MDA) | 2       | 0     | 2         | 1  | 3  |

|                         | Poäng |                         | KP     |
| ----------------------- | ----- | ----------------------- | ------ |
| Ruslan Bodişteanu (MDA) | 3–7   | Elman Asgarov (AZE)     | 1–3 PP |
| Jamill Kelly (USA)      | 3–0   | Ruslan Bodişteanu (MDA) | 3–0 PO |
| Elman Asgarov (AZE)     | 2–3   | Jamill Kelly (USA)      | 1–3 PP |

### Utslagningsträd
|  | Kvartsfinaler             | Kvartsfinaler             | Kvartsfinaler |  |  | Semifinaler               | Semifinaler               | Semifinaler        |   |                      | Final                     | Final                     | Final      |
|  |                           |                           |               |  |  |                           |                           |                    |   |                      |                           |                           |            |
|  | Kazuhiko Ikematsu (JPN)   | Kazuhiko Ikematsu (JPN)   | 2             |  |  |                           |                           |                    |   |                      |                           |                           |            |
|  | Leonid Spiridonov (KAZ)   | Leonid Spiridonov (KAZ)   | 3             |  |  | Leonid Spiridonov (KAZ)   | Leonid Spiridonov (KAZ)   | 2                  |   |                      |                           |                           |            |
|  | Apostolos Taskoudis (GRE) | Apostolos Taskoudis (GRE) | 2             |  |  | Elbrus Tedeyev (UKR)      | Elbrus Tedeyev (UKR)      | 4                  |   |                      |                           |                           |            |
|  | Elbrus Tedeyev (UKR)      | Elbrus Tedeyev (UKR)      | 6             |  |  |                           |                           |                    |   | Elbrus Tedeyev (UKR) | Elbrus Tedeyev (UKR)      | 5                         |            |
|  | Ömer Çubukçu (TUR)        | Ömer Çubukçu (TUR)        | 0             |  |  |                           | Jamill Kelly (USA)        | Jamill Kelly (USA) | 1 |                      |                           |                           |            |
|  | Makhach Murtazaliev (RUS) | Makhach Murtazaliev (RUS) | 6             |  |  | Makhach Murtazaliev (RUS) | Makhach Murtazaliev (RUS) | 1                  |   |                      |                           |                           |            |
|  |                           |                           |               |  |  | Jamill Kelly (USA)        | Jamill Kelly (USA)        | 3                  |   |                      | Bronsmatch                | Bronsmatch                | Bronsmatch |
|  |                           |                           |               |  |  |                           |                           |                    |   |                      |                           |                           |            |
|  |                           |                           |               |  |  |                           |                           |                    |   |                      | Leonid Spiridonov (KAZ)   | Leonid Spiridonov (KAZ)   | 1          |
|  |                           |                           |               |  |  |                           |                           |                    |   |                      | Makhach Murtazaliev (RUS) | Makhach Murtazaliev (RUS) | 2          |

|  | 5:e plats |                           |   |  |
|  |           |                           |   |  |
|  | 1         | Kazuhiko Ikematsu (JPN)   | 6 |  |
|  | 1         | Kazuhiko Ikematsu (JPN)   | 6 |  |
|  | 2         | Apostolos Taskoudis (GRE) | 4 |  |